# Nate DiCasmirro
Nathan Robert DiCasmirro (Atikokan, 27 settembre 1978) è un allenatore di hockey su ghiaccio ed ex hockeista su ghiaccio statunitense naturalizzato italiano, di ruolo attaccante.

## Carriera

### Club
DiCasmirro nacque in Canada, ma in tenera età si trasferì negli Stati Uniti, a Burnsville, in Minnesota, nell'hinterland di Minneapolis. Ancora adolescente lasciò casa, iniziando la propria carriera in USHL con la maglia dei North Iowa Huskies. Qui giocò per tre stagioni disputando 164 incontri e segnando 139 punti. Successivamente militò nella St. Cloud State University totalizzando 147 presenze e 136 punti.
Nel 2001 firmò un contratto con gli Edmonton Oilers, che preferirono fargli accumulare esperienza in AHL, la seconda lega più importante d'America, prima di farlo esordire in NHL. Da allora giocò per 7 anni nelle varie squadre affiliate ai team NHL. Dapprima giocò per due anni con gli Hamilton Bulldogs, poi con i Roadrunners, squadra satellite degli Oilers: prima a Toronto e poi a Edmonton, quando la franchigia si trasferì. Nel 2006 firmò un altro contratto, questa volta con i Boston Bruins. Ancora una volta fu dirottato in AHL, a Providence, dove giocò nel 2006-07 e dove iniziò il campionato successivo. Concluse la stagione 2007-08 a San Antonio e a Syracuse.
Nell'estate del 2008 giunse in Europa e si accasò a Bolzano, sebbene sembrò che stesse finalmente per esordire in NHL. Il 20 settembre 2008 ottenne il primo trofeo con la compagine biancorossa: la Supercoppa. Alla vittoria DiCasmirro contribuì con una doppietta. L'esperienza italiana durò pochi mesi: a dicembre lasciò la squadra per motivi familiari.
Il 6 gennaio 2009 firmò un contratto con gli svedesi del Timrå IK. Rimase in Svezia anche per la stagione successiva, ma scese di una serie con l'Örebro HK nell'Hockeyallsvenskan. A gennaio cambiò nuovamente casacca, passando in Austria all'EC Villacher SV.
Per la stagione 2010-2011 si accasò all'HC Val Pusteria, con cui vinse la Coppa Italia, mettendo a segno l'ultima rete della sua squadra nella finale vinta 6-1 contro il Ritten Sport. Terminata l'esperienza biennale a Brunico (grazie ai quali divenne eleggibile per la Nazionale italiana) per la stagione 2012-2013 si trasferì all'HC Valpellice con cui vinse la sua seconda Coppa Italia.
Dopo tre stagioni trascorse in Italia nel 2013 DiCasmirro andò a giocare in EIHL con la maglia degli Sheffield Steelers, con i quali riuscì a vincere i playoff. L'anno seguente si accasò nuovamente all'HC Valpellice.
Il 23 agosto 2015 firmò con l'Hockey Club Bolzano, sancendo così il suo ritorno nel capoluogo altoatesino. Rimase in Alto Adige per una sola stagione: nell'estate del 2016 si trasferì allo Jesenice, squadra iscritta alla neonata Alps Hockey League. Al termine della stagione riuscì a vincere il titolo nazionale sloveno.
Nell'ottobre del 2017 fece ritorno in Nord America, quando fu messo sotto contratto dai Wichita Thunder in ECHL. La sua esperienza durò tuttavia poco più di una settimana: l'11 ottobre venne sciolto il suo contratto, prima ancora del suo esordio in campionato.
Rimase svincolato fino al successivo 10 novembre, quando fece ritorno al Val Pusteria. A fine stagione i pusteresi non lo confermarono e decise di appendere i pattini al chiodo.

### Primo ritiro, ritorno e nuovo ritiro
Terminata l'attività agonistica, per la stagione 2018-2019, divenne allenatore in seconda dei Des Moines Buccaneers, squadra della lega giovanile USHL.
L'esperienza in panchina durò tuttavia pochi mesi. A dicembre accettò di tornare a giocare per la seconda squadra del Klagenfurter AC iscritta in Alps Hockey League, entrando anche a far parte del settore tecnico delle giovanili. A fine stagione DiCasmirro appese nuovamente i pattini al chiodo.

### Nazionale
Nate DiCasmirro fu convocato per la prima volta in Nazionale nel novembre del 2012, in occasione dell'Euro Ice Hockey Challenge. Nel 2013 prese parte al mondiale di Prima Divisione disputatosi in Ungheria. L'anno successivo partecipò al campionato mondiale disputatosi in Bielorussia, ricoprendo il ruolo di capitano alternativo. Nel 2015 prese parte al mondiale di Prima Divisione disputatosi in Polonia.

## Vita privata
DiCasmirro è sposato con l'hockeista austriaca Sabrina Stubner.

## Palmarès

### Club
- Campionato sloveno: 1

Jesenice: 2016-2017
- Coppa Italia: 2

Val Pusteria: 2010-2011
Valpellice: 2012-2013
- Campionato britannico: 1

Sheffield Steelers: 2013-2014
- Supercoppa italiana: 2

Bolzano: 2008
Val Pusteria: 2011
- Western Collegiate Hockey Association: 1

St. Cloud State University: 2000-2001

### Individuale
- USA Hockey Junior Player of the Year: 1

1997-1998
- USHL First All-Star Team: 1

1997-1998
- USHL Forward of the Year: 1

1997-1998
- USHL Player of the Year: 1

1997-1998
- WCHA Second All-Star Team: 1

2001-2002